# Liste du patrimoine culturel immatériel de l'humanité en Finlande
Cet article recense les pratiques inscrites au patrimoine culturel immatériel en Finlande.

## Statistiques
La Finlande ratifie la convention pour la sauvegarde du patrimoine culturel immatériel le 21 février 2013. La première pratique protégée est inscrite en 2020.
En 2023, la Finlande compte 3 éléments inscrits au patrimoine culturel immatériel, sur la liste représentative.

## Listes

### Liste représentative
L'élément suivant est inscrit sur la liste représentative du patrimoine culturel immatériel de l'humanité :
| Élément                                                                    | Type | Subdivision | Année | Lien  | Notes                                                                     | Illus. |
| -------------------------------------------------------------------------- | --- | ----------- | ----- | ----- | ------------------------------------------------------------------------- | ------ |
| La culture du sauna en Finlande                                            | pratiques sociales, rituels et événements festifs connaissances et pratiques concernant la nature et l’univers   |             | 2020  | 01596 |                                                                           |        |
| Les traditions nordiques des bateaux à clins                               | savoir-faire liés à l’artisanat traditionnel                                                                     |             | 2021  | 01686 | Partagé avec le Danemark, l'Islande, la Norvège et la Suède               |        |
| La pratique du violon à Kaustinen et les pratiques et expressions connexes | arts du spectacle pratiques sociales, rituels et événements festifs savoir-faire liés à l’artisanat traditionnel | Kaustinen   | 2021  | 01683 |                                                                           |        |
| Connaissances, techniques et savoir-faire du verre artisanal               | savoir-faire liés à l'artisanat traditionnel                                                                     |             | 2023  | 01961 | Partagé avec l'Allemagne, l'Espagne, la France, la Hongrie et la Tchéquie |        |

### Patrimoine immatériel nécessitant une sauvegarde urgente
La Finlande ne compte aucun élément listé sur la liste du patrimoine immatériel nécessitant une sauvegarde urgente.

### Registre des meilleures pratiques de sauvegarde
La Finlande ne compte aucune pratique listée au registre des meilleures pratiques de sauvegarde.